# الخاندرو موررا
الخاندرو موررا (انگلیسی: Alejandro Morera; ۱۴ ژوئیهٔ ۱۹۰۹ – ۲۶ مارس ۱۹۹۵) بازیکن فوتبال اهل کاستاریکا بود که در پست مهاجم بیشتر برای لیگا دپورتیوا آلاخولنسه در لیگ برتر فوتبال کاستاریکا بازی می‌کرد.
وی همچنین در تیم ملی فوتبال کاستاریکا بازی کرده‌است.